# Tác động môi trường của việc sản xuất thịt

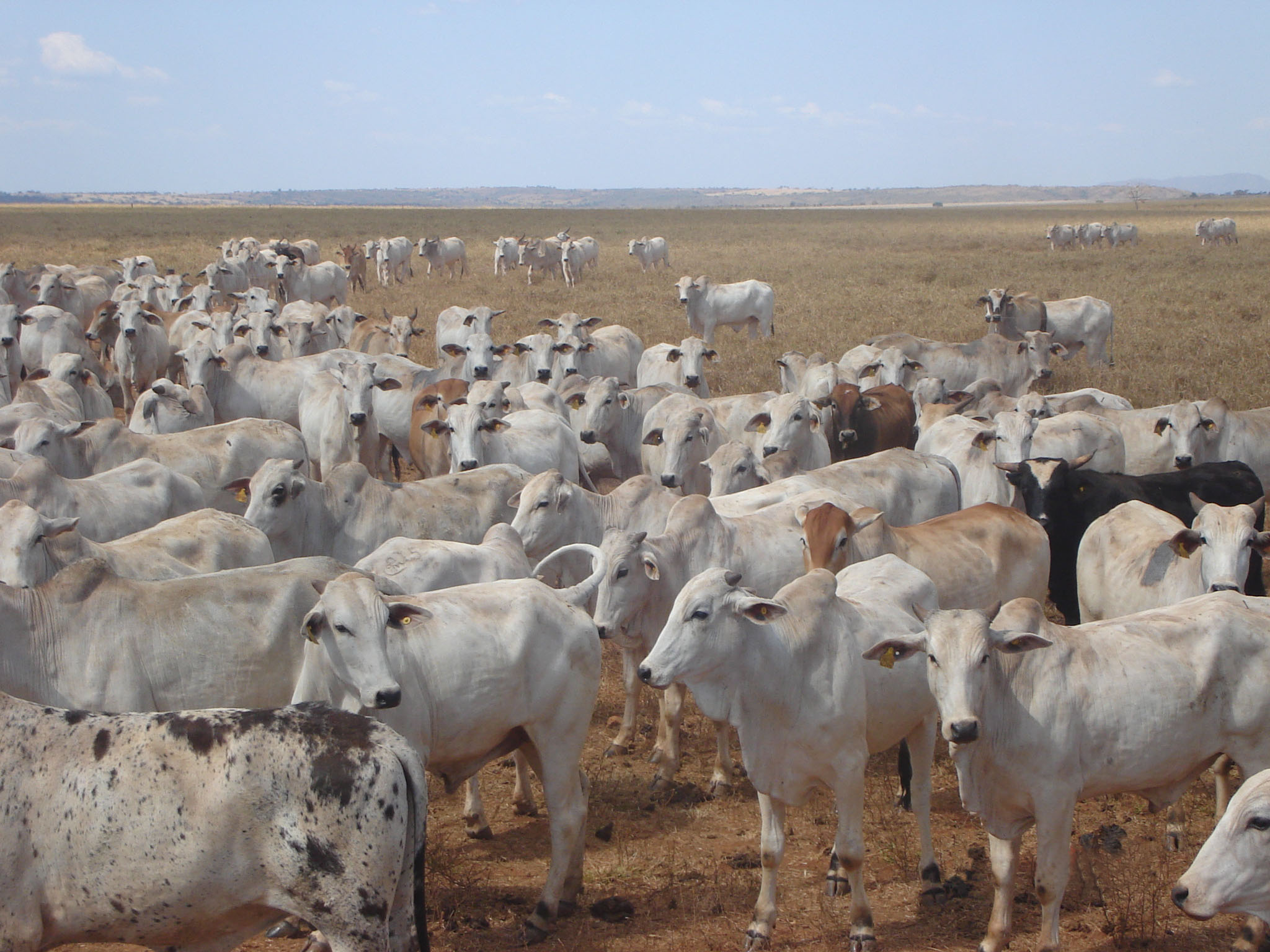
Chăn nuôi bò

Tác động môi trường của sản xuất thịt thay đổi do có nhiều thói quen trong nông nghiệp trên khắp thế giới. Tất cả các thói quen trong nông nghiệp được thấy là có nhiều tác động đến môi trường. Một số tác động đến môi trường có liên quan đến việc sản xuất thịt là ô nhiễm thông qua việc sử dụng nhiên liệu hóa thạch, khí mê-tan, chất thải, và nước và đất. Con người có thể sản xuất thịt thông qua nhiều cách, bao gồm canh tác hữu cơ, chăn nuôi tự do, chăn nuôi thâm canh, nông nghiệp tự cung tự cấp, săn bắn và đánh bắt cá.

## Tổng quan
Báo cáo năm 2006 do Tổ chức Lương thực và Nông nghiệp (FAO) của Liên Hợp Quốc công bố, nói rằng "ngành chăn nuôi là một yếu tố gây căng thẳng lớn đối với nhiều hệ sinh thái và trên toàn hành tinh. Trên toàn cầu, đây là một trong những nguồn khí nhà kính lớn nhất (GHG) và là một trong những yếu tố nguyên nhân hàng đầu gây mất đa dạng sinh học, trong khi ở các nước phát triển và mới nổi, đây có lẽ là nguồn ô nhiễm nước hàng đầu. "  (trong bài viết này và nhiều báo cáo khác của FAO, nhưng không phải luôn luôn ở những nơi khác, gia cầm được đưa vào như "gia súc".) Một nghiên cứu năm 2017 được công bố trên tạp chí Carbon Balance and Management cho thấy lượng khí thải mê-tan toàn cầu của ngành chăn nuôi cao hơn 11% so với ước tính trước đây dựa trên dữ liệu từ Hội đồng liên chính phủ về biến đổi khí hậu.
Một phần của những tác động này có thể được gán cho các lĩnh vự phi thịt của ngành chăn nuôi như len, trứng và các ngành công nghiệp sữa, và cho gia súc được sử dụng để canh tác. Chăn nuôi được ước tính cung cấp tài nguyên cho một nửa diện tích đất nông nghiệp của thế giới. Theo dữ liệu sản xuất do FAO tổng hợp, 74% trọng tải sản phẩm chăn nuôi toàn cầu năm 2011 được tính bằng các sản phẩm không phải thịt như len, trứng và sữa.     Thịt cũng được coi là một trong những yếu tố chính góp phần vào sự tuyệt chủng lần thứ 6. Một nghiên cứu vào tháng 7 năm 2018 trên Science khẳng định rằng tiêu thụ thịt sẽ tăng lên do kết quả của sự gia tăng dân số của con người và thu nhập cá nhân tăng lên, điều này sẽ làm tăng lượng khí thải carbon và làm giảm đáng kể đa dạng sinh học.
Vào tháng 11 năm 2017, 15.364 nhà khoa học thế giới đã ký một Cảnh báo cho Nhân loại nhằm kêu gọi, làm giảm đáng kể mức tiêu thụ thịt bình quân đầu người của chúng ta. Một sự thay đổi tương tự với chế độ "ăn không thịt" xuất hiện cũng là lựa chọn an toàn duy nhất để nuôi sống dân số ngày càng tăng mà không cần phá rừng và cho các viễn cảnh khác.